# Tony Porter
Tony Porter – amerykański działacz feministyczny i antyseksistowski. Jest międzynarodowym edukatorem i wykładowcą.
Porter to jeden z najbardziej znanych aktywistów walczących z przemocą mężczyzn wobec kobiet, w tym z przemocą domową i przemocą seksualną, taką jak gwałt czy molestowanie seksualne.
Porter jest pomysłodawcą i współzałożycielem organizacji "A Call to Men" (Apel do mężczyzn), której celem jest przeciwdziałanie przemocy mężczyzn wobec kobiet. Był konsultantem komisji Białego Domu ds. przeciwdziałania przemocy wobec kobiet i dziewcząt oraz ekspertem Wydziału ds. Przeciwdziałania Przemocy Wobec Kobiet w Departamencie Sprawiedliwości Stanów Zjednoczonych. Jest międzynarodowym edukatorem i wykładowcą z ramienia Departamentu Stanu USA.